# Bouvante
Bouvante ist eine französische Gemeinde mit 211 Einwohnern (Stand: 1. Januar 2022) im Département Drôme in der Region Auvergne-Rhône-Alpes. Sie gehört zum Arrondissement Valence und zum Kanton Vercors-Monts du Matin. Die Einwohner werden Bouvantiens genannt.

## Geographie
Bouvante liegt etwa 45 Kilometer südöstlich von Grenoble. Das Gemeindegebiet gehört zum Regionalen Naturpark Vercors. Hier liegt das Wintersportgebiet Font-d’Urle/Chaud Clapier. Umgeben wird Bouvante von den Nachbargemeinden Saint-Martin-le-Colonel und Saint-Jean-en-Royans im Norden, Saint-Laurent-en-Royans im Nordosten, La Chapelle-en-Vercors im Nordosten und Osten, Vassieux-en-Vercors im Osten und Südosten, Saint-Julien-en-Quint im Südosten und Süden, Omblèze im Süden und Südwesten, Léoncel im Westen sowie Oriol-en-Royans im Nordwesten.

## Bevölkerungsentwicklung
| Jahr                       | 1962 | 1968 | 1975 | 1982 | 1990 | 1999 | 2006 | 2019 |
| -------------------------- | ---- | ---- | ---- | ---- | ---- | ---- | ---- | ---- |
| Einwohner                  | 285  | 250  | 222  | 219  | 220  | 223  | 237  | 212  |
| Quellen: Cassini und INSEE |      |      |      |      |      |      |      |      |

## Sehenswürdigkeiten
- Ruinen der Kartause Le Val-Sainte-Marie
- Kirche Saint-Sébastien in Bouvante-le-Bas
- Kirche Saint-Pierre in Bouvante-le-Haut

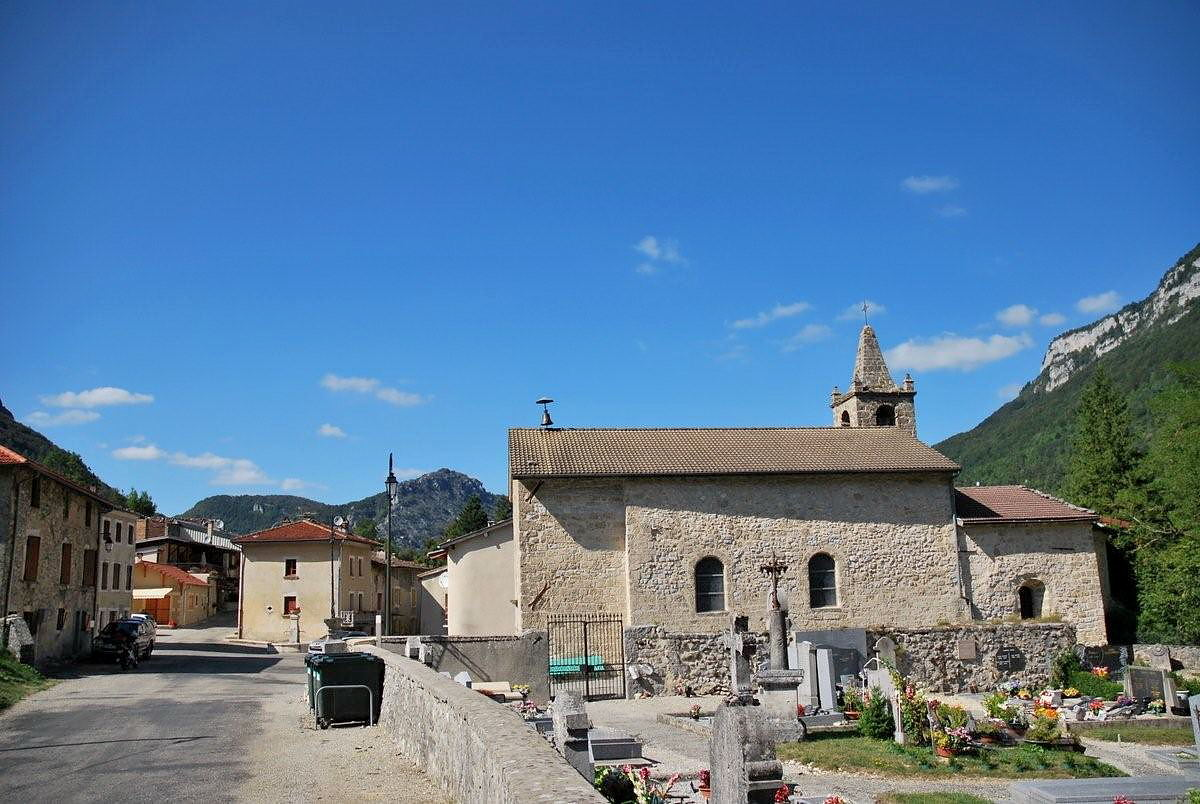
Kirche Saint-Sébastien
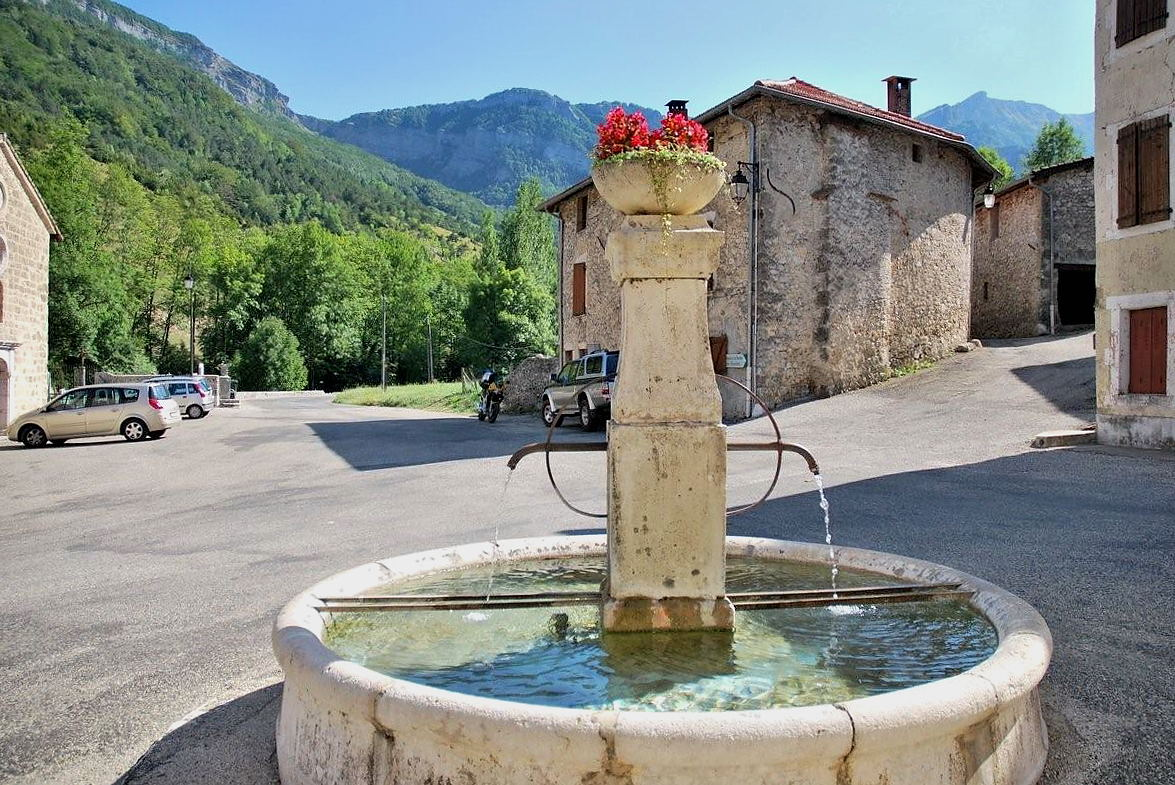
Brunnen in Bouvante

## Meteorit
1978 wurde bei Bouvante-le-Haut ein 8,3 Kilogramm schwerer Steinmeteorit gefunden. Er wurde als Achondrit vom Typ Eukrit klassifiziert.